# Анохіно
Ано́хіно (рос. Анохино) — присілок у складі Грязовецького району Вологодської області, Росія. Входить до складу Сидоровського сільського поселення.

## Населення
Населення — 344 особи (2010; 334 у 2002).
Національний склад (станом на 2002 рік):
- росіяни — 100 %